# هاميش باري
هاميش باري (بالإنجليزية: Hamish Parry)‏ هو مجدف أسترالي، ولد في 3 أبريل 1994.

## وصلات خارجية
- هاميش باري على موقع الاتحاد الدولي للتجديف (الإنجليزية)